# Monastyr Voroneț

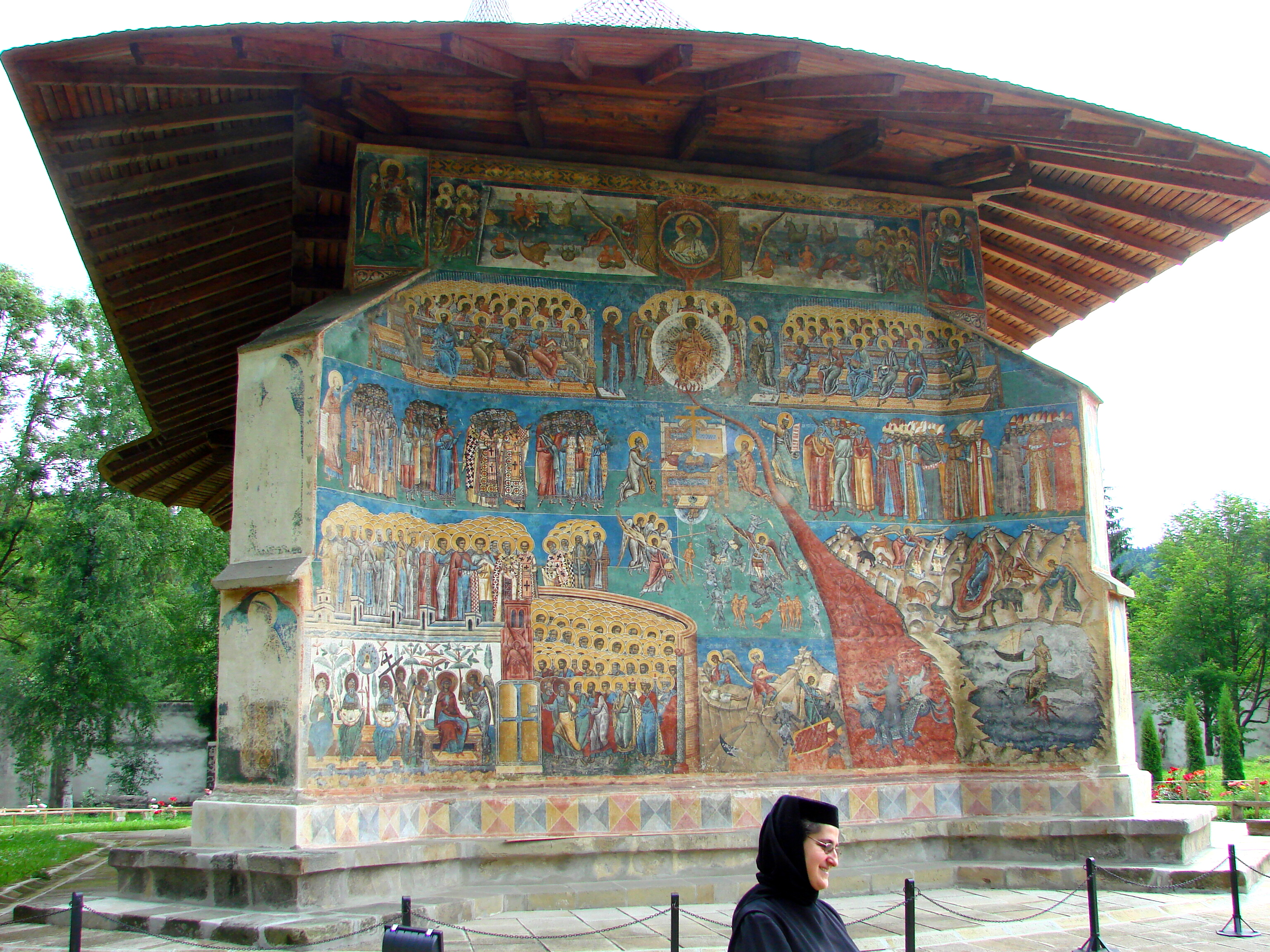
Scena Sądu Ostatecznego na zachodniej fasadzie cerkwi

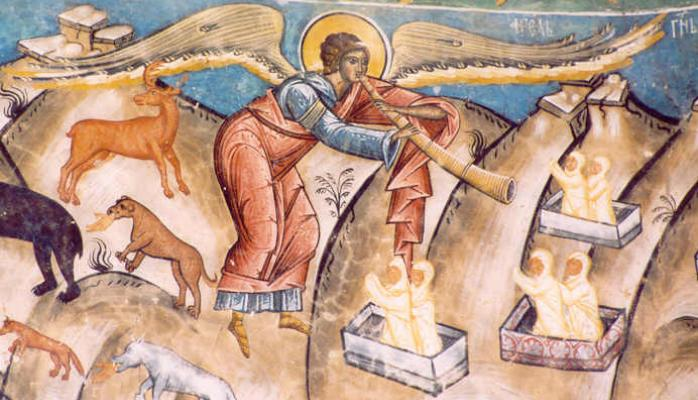
Fragment sceny Sądu Ostatecznego

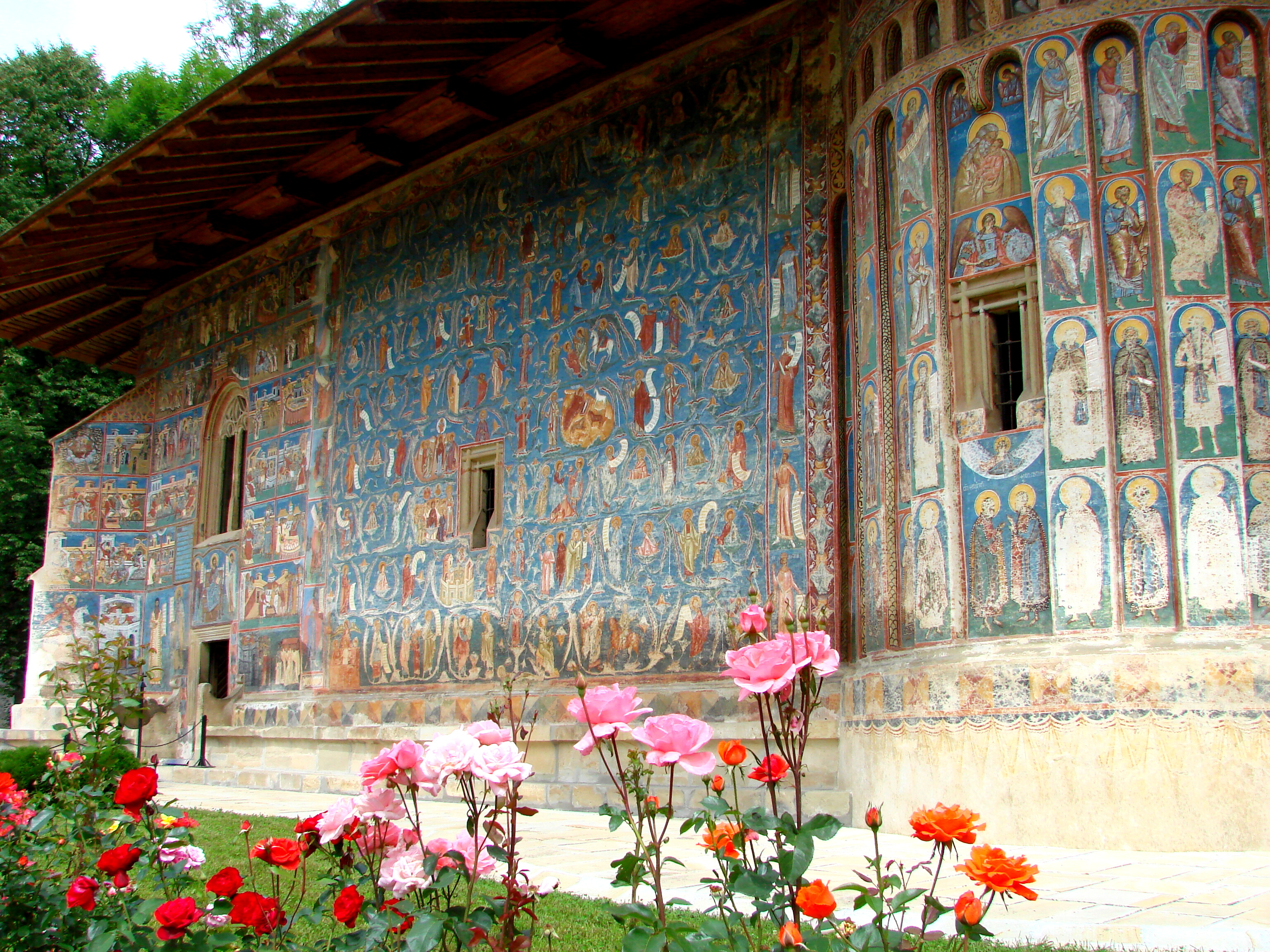
Południowa fasada cerkwi z malowidłami (od lewej: akatyst, Drzewo Jessego, fragment hierarchii niebiańskiej na bocznej apsydzie)

Monastyr Voroneț – obronny monastyr z malowaną cerkwią pod wezwaniem św. Jerzego znajdujący się w miejscowości Voroneț w Rumunii, położonej na Bukowinie. Cerkiew monastyru wraz z innymi malowanymi cerkwiami Bukowiny wpisana jest na listę światowego dziedzictwa UNESCO.

## Historia
Monastyr jest fundacją hospodara Stefana Wielkiego. Według tradycji władcę miał zainspirować do jego budowy pustelnik Daniło, mieszkający w Putnej, a tutaj pochowany. Cerkiew zbudowano w 1488 (zgodnie z napisem na tablicy erekcyjnej znajdującej się nad dawnym wejściem do cerkwi, obecnie w przedsionku – w ciągu 3 miesięcy i 3 tygodni), na planie trójkonchowym. Składała się początkowo z dwóch pomieszczeń, nawy (zwieńczonej wieżą) i przednawia. W 1547 z inicjatywy metropolity mołdawskiego Grzegorza dobudowany został przedsionek o dwóch wejściach (północnym i południowym). Sam hierarcha został w tym przedsionku pochowany.
W 1786 władze austriackie zadecydowały o kasacie tutejszego zgromadzenia klasztornego, sama cerkiew pozostała natomiast świątynią parafialną. Zakonnice powróciły tutaj w 1990.
Malowidła wewnętrzne cerkwi powstawały stopniowo (najstarsze, w nawie, pochodzą z końca XV w.). Malowidła zewnętrzne, w których dominujący jest kolor błękitny nazywany niekiedy „błękitem z Voroneț”, pochodzą z 1547, najbardziej znanym z nich jest uznawana za najcenniejszy fresk malowanych cerkwi Bukowiny scena Sądu Ostatecznego wypełniająca zachodnią elewację świątyni.

## Sąd Ostateczny
Scena Sądu Ostatecznego jest monumentalnym malowidłem wypełniającym w pięciu poziomach całą elewację zachodnią, niezakłóconą żadnymi otworami okiennymi czy drzwiowymi. 
Na najwyższym poziomie fresku, bezpośrednio pod dachem, znajduje się przedstawienie Boga Ojca (jako Starca Dni), po którego bokach anioły zwijają niebo (znak końca czasu, który jest na owym zwijanym niebie reprezentowany dwunastoma znakami zodiaku), dalej zaś znajdują się archanioły. 
Na kolejnym poziomie, w centralnym miejscu przedstawiony jest tronujący Chrystus, a po jego bokach, wedle układu deesis, Maria i Jan Chrzciciel. Dalej po obu stronach znajdują się apostołowie oraz anioły. Od stóp Chrystusa biegnie w dół rzeka piekielna, rozszerzająca się aż do najniższej kondygnacji.
Centralna scena środkowego poziomu malowidła to hetoimasia (etimazja), po bokach której klęczą Adam i Ewa. Za ich plecami znajdują się po cztery grupy postaci. Za Adamem kolejno prorocy, hierarchowie, męczennicy i sprawiedliwi, na końcu zaś przedstawiony jest św. Paweł. Z kolei za Ewą oraz stojącym za jej plecami Mojżeszem znajdują się nieprawowierni (być może zadaniem Mojżesza jest orędowanie za nimi): Żydzi, Turcy i Tatarzy, Ormianie oraz Saraceni. 
W kolejnym poziomie w centrum znajduje się waga sprawiedliwości. Po jej lewej stronie, za aniołami uczestniczącymi w walce o dusze ludzkie spoczywające na wadze, ukazani są zbawieni czekający na wejście do nieba. Na przedzie tłumu można rozpoznać wyróżnionych przez malarza. Z kolei po prawej stronie wagi, również za sceną walki o dusze na wadze (pełną tutaj diabłów) oraz za rozszerzającą się czerwoną rzeką piekielną (do której strącani są potępieni) znajduje się przedstawienie zmarłych powstających z grobów na sąd (pomiędzy nimi także przedstawiono zwierzęta) oraz personifikacja ziemi. Do sceny tej należy też znajdująca się w niższym poziomie personifikacja wody.
Najniższy wreszcie poziom przedstawia przede wszystkim raj i piekło. Po lewej stronie znajduje się otoczony murem raj, nad którego bramą siedzi serafin. Pod drzwiami znajduje się następna grupa zbawiony oczekujących na wpuszczenie do nieba ze św. Piotrem na czele (dalej widać m.in. św. Helenę i św. Konstantyna Wielki). W niebie znajdują się już przedstawieni na białym tle Maria (po której bokach znajdują się archaniołowie Michał i Gabriel, Abraham, Izaak i Jakub, a także Dobry Łotr; za nimi przedstawione są trzy drzewa rajskie. Z kolei na prawo od muru otaczającego czekających na wstęp do raju przedstawione są śmierci sprawiedliwego oraz niesprawiedliwego, a pomiędzy nimi ukazany jest król Dawid. Dalej na prawo znajduje się rzeka piekielna z Lewiatanem oczekującym na dusze potępionych.

## Inne malowidła zewnętrzne
Oprócz malowideł na elewacji zachodniej zachowały się też freski na innych zewnętrznych ścianach cerkwi – na elewacji południowej oraz na apsydach. Na ścianie południowej znajduje się typowe dla bukowińskich cerkwi Drzewo Jessego. Nad południową arkadą przedsionka znajduje się kolejna scena deesis (Chrystus tronujący między Marią i Janem Chrzcicielem), a po jej prawej stronie przedstawiono w kolejnych scenach żywoty św. Mikołaja i patrona Mołdawii św. Jana Nowego. Na filarze arkady znajduje się przedstawienie św. Jerzego, patrona cerkwi. W pobliżu znajdują się także portrety dwóch postaci związanych z monastyrem: pustelnika Daniły oraz metropolity Grigore Roșca. Na zewnętrznych ścianach apsyd znajduje się tzw. „hierarchia niebiańska” (w centralnym pionie, poniżej okna, znajduje się ponownie św. Jerzy, tym razem na tronie). Zachowały się też ślady malowideł na ścianie północnej, m.in. akatystu, scen z Księgi Rodzaju oraz żywotów kolejnych świętych.

## Malowidła wewnętrzne
Najstarsze freski wewnątrz cerkwi znajdują się w nawie świątyni. Góruje nad nią Pantokrator w sklepieniu latarni nad kopułą. W jego najbliższym otoczeniu znajdują się serafinowie, aniołowie, dalej apostołowie, Ojcowie Kościoła i inne postacie biblijne (m.in. Mojżesz, Aaron, św. Piotr, św. Paweł). W czterech pendentywach poniżej okien przedstawiono postacie czterech ewangelistów.
Ponadto na ścianie zachodniej nawy znajduje się obraz wotywny przedstawiający Stefana Wielkiego z modelem świątyni (jeszcze przed jej rozbudową o przedsionek). We wnętrzach apsyd przedstawionych jest wiele scen ewangelicznych (m.in. przemienienie Pańskie, zmartwychwstanie Łazarza, wjazd Chrystusa do Jerozolimy, ukrzyżowanie) z Chrystusem w roli głównej. 
W przednawiu w kopule przedstawiona jest Matka Boska z Dzieciątkiem, na ścianach odnaleźć można 28 scen z życia patrona cerkwi, św. Jerzego.